# Število Sierpińskega
Število Sierpińskega je v teoriji števil takšno liho naravno število k, da je število oblike k2n + 1 sestavljeno za vsa naravna števila n (n > 0). Wacław Franciszek Sierpiński je leta 1960 dokazal, da je lihih celih števil k s takšno značilnostjo neskončno mnogo.
Če je k število Sierpińskega, so vsi elementi naslednje množice:
{\displaystyle \left\{\,k2^{n}+1:n\in \mathbb {N} \,\right\}\!\,}
sestavljena števila.
Števila v takšni množici z lihim k in k < 2n se imenujejo Prothova števila.

## Znana števila Sierpińskega
Prva trenutno znana števila Sierpińskega so (OEIS A076336):
78557, 271129, 271577, 322523, 327739, 482719, 575041, 603713, 903983, 934909, 965431, … .
Da je število 78557 število Sierpińskega, je dokazal John Selfridge leta 1962 in pokazal, da imajo vsa števila oblike 78557⋅2n + 1 prafaktor v pokrivni množici {3, 5, 7, 13, 19, 37, 73}. Za drugo znano število Sierpińskega 271129 je pokrivna množica {3, 5, 7, 13, 17, 241}. Vsa trenutno znana števila Sierpińskega imajo podobne pokrivne množice.

## Problem Sierpińskega
Problem Sierpińskega išče najmanjše število Sierpińskega.
Leta 1967 sta Sierpiński in Selfridge postavila domnevo, da je 78.557 najmanjše število Sierpińskega, kar naj bi bila tudi rešitev problema Sierpińskega.
Za dokaz, da je 78.557 res najmanjše število Sierpińskega, je treba pokazati, da vsa liha števila manjša od 78.557 niso števila Sierpińskega. To pomeni, da za vsak lihi k manjši od 78.557 obstaja takšno pozitivno celo število n, da je število oblike k2n+1 praštevilo. Do konca leta 2013 je obstajalo le še šest števil:
k = 10223, 21181, 22699, 24737, 55459 in 67607,
za katera se ne ve ali so možna števila Sierpińskega. Seventeen or Bust (skupaj s PrimeGrid) je projekt porazdeljenega računalništva, ki preskuša ta preostala števila. Če se bo v projektu našlo praštevilo oblike k2n + 1 za vsako preostalo k, bo problem Sierpińskega rešen.
Ker je drugo dokazano število Siepinskega enako 271129, so preostale neznane vrednosti k med 78557 in 271129:
79309, 79817, 91549, 99739, 131179, 152267, 156511, 163187, 168451, 193997, 200749, 202705, 209611, 222113, 225931, 227723, 229673, 237019, 238411

## Najmanjšin, za katerega jek2n+1 praštevilo
0, 0, 1, 0, 1, 0, 2, 1, 1, 0, 1, 0, 2, 1, 1, 0, 3, 0, 6, 1, 1, 0, 1, 2, 2, 1, 2, 0, 1, 0, 8, 3, 1, 2, 1, 0, 2, 5, 1, 0, 1, 0, 2, 1, 2, 0, 583, 1, 2, 1, 1, 0, 1, 1, 4, 1, 2, 0, 5, 0, 4, 7, 1, 2, 1, 0, 2, 1, 1, 0, 3, 0, 2, 1, 1, ... (OEIS A040076) ali (OEIS A078680) (ne velja za n = 0), za lihe k glej (OEIS A046067) ali (OEIS A033809) (ne velja za n = 0).
Prvi takšni trije k-ji, da k-ti člen tega zaporedja ni določen, so domnevno enaki 78557, 157114 in 271129.
Za več členov k ≤ 1200 glej  Arhivirano 2016-01-21 na Wayback Machine. (k ≤ 300),  Arhivirano 2014-08-30 na Wayback Machine. (301≤k≤600),  Arhivirano 2005-07-06 na Wayback Machine. (601≤k≤900) in  Arhivirano 2014-09-02 na Wayback Machine. (901 ≤ k ≤ 1200).

## Istočasno število Sierpińskega in Rieselovo število
Število je lahko istočasno število Sierpińskega ali Rieselovo število. Takšna števila se imenujejo Brierova števila. Najmanjših pet znanih je: 3316923598096294713661, 10439679896374780276373, 11615103277955704975673, 12607110588854501953787, 17855036657007596110949, ... ((OEIS A076335)).

## Dualni problem Sierpińskega
Dualno število Sierpińskega je definirano kot takšno liho naravno število k, da je število oblike 2n + k sestavljeno za vsa naravna števila n. Obstaja domneva, da je množica takšnih števil enaka kot množica števil Sierpińskega. 2n + 78557 je na primer sestavljeno za vsa naravna števila n, 78557 pa je dokazano najmanjše dualno število Sierpińskega.
Najmanjši takšni n-ji, da je število oblike 2n + k praštevilo, so (za lihe k-je):
1, 1, 1, 2, 1, 1, 2, 1, 1, 2, 1, 3, 2, 1, 1, 4, 2, 1, 2, 1, 1, 2, 1, 5, 2, 1, 3, 2, 1, 1, 8, 2, 1, 2, 1, 1, 4, 2, 1, 2, 1, 7, 2, 1, 3, 4, 2, 1, 2, 1, 1, 2, 1, 1, 2, 1, 7, 4, 5, 3, 4, 2, 1, 2, 1, 3, 2, 1, 1, 10, 3, 3, 2, 1, 1, ... (OEIS A067760)
Ni znanih členov pod 78557, tako da je 78557 dokazano najmanjše dualno število Sierpińskega. Vendar so nekatere vrednosti n velike. Na primer najmanjše rešitve za k = 2131, 40291 in 41693, so najmanjši n-ji: 4583176, 9092392 in 5146295. (Vendar je najmanjši takšen n, da je k2n + 1, le 44, 8 in 33. Zanimivo je, da je najmanši n, za katerega je 2n + 10223 praštevilo, le 19.)
Lihi k-ji, za katere je število oblike 2n + k sestavljeno za vse n < k, so:
773, 2131, 2491, 4471, 5101, 7013, 8543, 10711, 14717, 17659, 19081, 19249, 20273, 21661, 22193, 26213, 28433, ... (OEIS A033919)
Ta problem obravnava tudi projekt »Five or bust«, ki je podoben projektu Seventeen or Bust. Z njim se je našlo praštevila za vsa k < 78557, tako da je trenutno znano najmanjše dualno število Sierpińskega 78557.
Funkcija Sierpińskega je k2n + 1 in je dejansko lahko definirana za vsa liha cela števila k in vsa cela števila n (pri čemer je n neničeln), od katerih sta lahko oba ali pozitivno ali negativno število. Če je n negativen, bo funkcija imela obliko {\displaystyle {\frac {2^{-n}+k}{2^{-n}}}}, če se zanjo izbere števec, bo imela obliko 2−n + k, ali dualna funkcija Sierpińskega, če je k negativen, in bo funkcija imela obliko −((−k)2n − 1), če pa se izbere njena absolutna vrednost, bo imela obliko (−k)2n − 1, ali Rieselevo funkcija; če sta oba k in n negativna, bo imela funkcija obliko {\displaystyle -{\frac {2^{-n}-(-k)}{2^{-n}}}}, če se izbere absolutna vrednost števca, bo imela obliko {\displaystyle \vert 2^{-n}-(-k)\vert \,}, ali dualna Rieselova funkcija, tako da se lahko definira funkcija {\displaystyle \Xi (k,n)=\vert {\text{števec}}(k2^{n}+1)\vert \,} za vse lihe cele k in vse cele n (pri čemer je n neničeln), od katerih sta lahko pozitivna ali negativna, tako da se lahko poiščejo vsi n-ji za katere je {\displaystyle \Xi (k,n)} praštevilo za lihi celi k. Vendar še vedno niso znana praštevila za k = 78557, 271129, -509203, itd. Obstaja domneva, da imajo vsa takšna števila pokrivno množico, ne velja pa za nekatere popolne potence, tako da obstaja tudi domneva po kateri imajo vsa števila, ki niso popolne potence, pokrivno množico.